# Feliz Natal (filme)
Feliz Natal é um filme brasileiro de 2008, primeiro longa-metragem dirigido pelo ator Selton Mello, que antes só havia dirigido um curta-metragem. 
O filme foi lançado em 21 de novembro de 2008.

## Produção
- O filme teve influências visíveis de cineastas importantes como a argentina Lucrecia Martel, o norte-americano John Cassavetes e o brasileiro Luiz Fernando Carvalho (que havia dirigido Selton Mello em "Os Maias" e "Lavoura Arcaica"). São todos cineastas muito admirados por Selton.
- Selton Mello afirmou, na Revista do Cinema sobre Feliz Natal: "este não é o filme da minha vida, é apenas o meu filme de estréia."
- O diretor de fotografia de "Feliz Natal", Lula Carvalho, é filho de outro diretor de fotografia e cineasta, Walter Carvalho (que rodou Janela da Alma e Budapeste), que foi o diretor de fotografia premiado de "Lavoura Arcaica".
- Na época do lançamento, o ator Pedro Cardoso teria se manifestado à Imprensa sobre ser contra cenas de nudez em filmes brasileiros, a propósito da cena de sua esposa (na vida real), a atriz Graziella Moretto, que aparece nua em "Feliz Natal". Pouco tempo depois, Pedro Cardoso teria dito que a Imprensa o interpretou mal.[4]

## Premiações
- Prêmio: Festival de Paulínia 2008 (melhor direção de Fotografia - Lula Carvalho)